# Dīg Daraq
Dīg Daraq (persiska: ديكدَرَق, ديگ درق, Dīkdaraq) är en ort i Iran.   Den ligger i provinsen Ardabil, i den nordvästra delen av landet, 500 km nordväst om huvudstaden Teheran. Dīg Daraq ligger 929 meter över havet och antalet invånare är 115.
Terrängen runt Dīg Daraq är kuperad åt sydväst, men åt nordost är den bergig. Runt Dīg Daraq är det ganska glesbefolkat, med 28 invånare per kvadratkilometer. Närmaste större samhälle är Hūrānd, 18,2 km nordväst om Dīg Daraq. Trakten runt Dīg Daraq består i huvudsak av gräsmarker.